# Lois Lilienstein
Lois Lilienstein (* 10. Juli 1934 in Chicago; † 22. April 2015 in Toronto) war eine US-amerikanisch-kanadische Schauspielerin, Sängerin und Pianistin.

## Leben
Lilienstein wurde vor allem mit der Sharon, Lois & Bram's Elephant Show, einer musikalischen Komödie für Kinder mit Sharon Hampson und Bram Morrison bekannt, die von 1984 bis 1988 als Fernsehserie in 64 Episoden bei der CBC lief. Vorausgegangen war 1982 der Film Sharon, Lois & Bram at Young People’s Theatre. Mit dem Album Sharon, Lois & Bram’s Elephant Show Record gewann das Trio 1989 Platin.
Ihr Weihnachtsspecial Candles, Snow and Misteltoe wurde 1995 als bestes Kinderprogramm für einen Gemini Award nominiert. Nach dem Tod ihres Mannes 1998 unterbrach sie die Zusammenarbeit, wirkte aber an dem Album Skinnamarink TV (1999) mit, das mit einem Juno Award als bestes Kinderalbum ausgezeichnet wurde. 2002 wurde sie als Member des Order of Canada geehrt.